# Chenje Hill
Chenje Hill är ett berg i distriktet Ntchisi i Central Region i Malawi. Toppen är 1 643 meter hög och berget är det 107:e högsta i landet. Närmsta samhälle är Kawenda och berget ligger cirka 10 kilometer söder om distriktshuvudstaden Ntchisi.